# Nicolas Savouret
Nicolas Savouret (Jonvelle, 27 febbraio 1733 – 16 luglio 1794) è stato un prete cattolico francese designato come martire della rivoluzione francese e riconosciuto beato nel 1995.

## Biografia
Nacque a Jonvelle il 27 febbraio 1733, figlio di Jacques Savouret, noto come "la Rose", e Catherine Bruer.
Entrò a Moulins nell'Ordine dei Frati Minori Conventuali (in Francia popolarmente chiamati Cordeliers). Divenne dottore in teologia e fece servizio come cappellano delle Clarisse.
La costituzione civile del clero del 1790 obbligò i sacerdoti a prestare giuramento; alcuni ecclesiastici si rifiutarono e vennero quindi sospettati di rivolta e talvolta arrestati.
Nicolas Savouret fu uno di questi: fu deportato nel marzo 1794 sulla nave di prigionia "Les Deux Associés", pontone ancorato al porto di Rochefort (nome in base al quale è stato poi inserito nel gruppo dei cosiddetti Beati Martiri dei Pontoni di Rochefort). Relativamente anziano, non riuscì a sopportare le sofferenze e morì nell'estate del 1794, il 16 luglio; venne sepolto sulla Île Madame o sull'isola di Aix.
Giovanni Paolo II lo dichiarò beato il 1º ottobre 1995 con ricorrenza il 16 luglio.